# نازاروفو، کراسنویارسک
شهر نازاروفو، کراسنویارسک (به روسی: Назарово) در کشور روسیه و در کرای کراسنویارسک واقع شده‌است.